# Cattarina Mercuri
Pour les articles homonymes, voir Mercuri.
Cattarina Mercuri, née le 21 novembre 1960 à Aubervilliers et morte le 3 décembre 2016 dans le 14e arrondissement de Paris,, est une journaliste française.

## Biographie
Née d'un père ébéniste, Cattarina Mercuri est issue d'une famille de huit enfants. Ses parents sont originaires de la région italienne de la Calabre.
Elle entre au journal Le Monde en 1984 comme standardiste. À la fin des années 1990, elle écrit des articles pour les rubriques « Télévision », « Culture » et pour « Le Monde des livres ».
En juillet 2006, elle devient officiellement journaliste pour Le Monde, chargée du service France. Ensuite, elle collabore pour M, le magazine du Monde au pôle édition.
Elle meurt des suites d'un cancer le 3 décembre 2016 à l'hôpital Saint-Joseph de Paris, à l'âge de 56 ans.

### Vie privée
Elle était la compagne depuis 30 ans du journaliste Jean-Louis Andreani.